# Pavel Bordukov
Pavel Bordukov (tiếng Belarus: Павел Бардукоў; tiếng Nga: Павел Бордуков; sinh 10 tháng 4 năm 1993) là một cầu thủ bóng đá Belarus hiện tại thi đấu cho Dnepr Mogilev.